# Lasiopogon polensis
Lasiopogon polensis là một loài ruồi trong họ Asilidae. Lasiopogon polensis được Lavigne miêu tả năm 1969. Loài này phân bố ở vùng Tân Bắc giới.